# Evadale
Evadale is een plaats (census-designated place) in de Amerikaanse staat Texas, en valt bestuurlijk gezien onder Jasper County.

## Demografie
Bij de volkstelling in 2000 werd het aantal inwoners vastgesteld op 1430.

## Geografie
Volgens het United States Census Bureau beslaat de plaats een oppervlakte van
45,9 km², waarvan 44,2 km² land en 1,7 km² water. Evadale ligt op ongeveer 14 m boven zeeniveau.

## Plaatsen in de nabije omgeving
De onderstaande figuur toont nabijgelegen plaatsen in een straal van 24 km rond Evadale.